# Hanička (Rokytnice v Orlických horách)
Hanička (německy Hannchen) je osada, součást města Rokytnice v Orlických horách. V roce 2021 měla 10 obyvatel a čítala 17 domů. Je základní sídelní jednotkou. Podle osady se jmenuje dělostřelecká tvrz Hanička, ležící přibližně kilometr severozápadně.

## Poloha
Hanička se nachází přibližně čtyři kilometry severovýchodně od Rokytnice v Orlických horách, mezi osadami Panské Pole a Údolíčko, na silnici II/319, v přibližné nadmořské výšce 740 metrů nad mořem. Silnicí, podle níž leží zástavba Haničky, prochází hranice chráněné krajinné oblasti Orlické hory. Hanička leží v katastrálním území Panské Pole; v základní sídelní jednotce Hanička leží kromě vlastní osady také osada Údolíčko (německy Liebenthal).

## Historie
Hanička vznikla v 18. století (některé prameny uvádějí 1734, jiné 1790) na místě bývalého poplužního dvora Waldhof, byla pojmenována na počest hraběnky Johanny von Nostitz. Než se ustálil český název Hanička, někteří autoři používali název Hankov (jako např. Čeněk Kalandra či Alois Jirásek).
Od vzniku obecního samosprávy byla součástí obce Panské Pole, od roku 1950 se uvádí jako osada Rokytnice v Orlických horách, v letech 1961 až 1980 jako část města Rokytnice v Orlických horách.
V roce 1843 měla 26 domů a 131 obyvatel, v roce 1890 žilo ve 27 domech 150 obyvatel (z toho 145 Němců a 5 Čechů). V roce 1930 čítala Hanička 88 obyvatel ve 25 domech. Po druhé světové válce byli němečtí obyvatelé odsunuti a značná část domů zanikla.
V roce 1937 byl poblíž osady v místě zvaném Na Holém postaven pěchotní srub R-S 74, který měl sloužit mimo jiné i jako dělostřelecká pozorovatelna pro tvrz Haničku. V září roku 1938 byl srub plně vyzbrojen a vybaven, avšak již v říjnu téhož roku musel být před záborem pohraničí vystěhován.